# 中央广播电视总台新闻中心
中央广播电视总台新闻中心，简称总台新闻中心，是中央广播电视总台内设机构。

## 沿革
2019年5月28日，根据中央广播电视总台《关于成立中央广播电视总台新闻中心的决定》，决定整合原中国中央电视台新闻中心、中央人民广播电台新闻中心以及中国国际广播电台新闻中心、新闻华语平台的制播资源，设立中央广播电视总台新闻中心，作为总台内设机构，负责统筹中国中央电视台新闻频道、中央人民广播电台中国之声、中国国际广播电台环球资讯广播的采编、制作、播出工作。换言之，中央三台的新闻编播工作实现统一化。
2019年11月22日，中央广播电视总台召开时政新闻中心成立大会，正式成立中央广播电视总台新闻中心时政新闻中心，作为总台新闻中心二级事业部门。

## 机构设置
根据《关于成立中央广播电视总台新闻中心的决定》等有关规定，总台新闻中心设置下列机构：

### 二级事业部门
- 新闻采访中心
- 新闻编辑中心
- 时政新闻中心（联播节目中心）

### 内设机构
- 综合部
- 策划部
- 新闻评论部
- 融媒部
- 经济新闻部
- 社会新闻部
- 地方新闻部
- 军事节目部
- 国际新闻部
- 广播新闻采访部
- 新闻频道编辑部
- 新闻联播编辑部
- 新闻视觉艺术编辑部
- 新闻播音部
- 早间节目部
- 午间节目部
- 晚间节目部
- 夜间节目部
- 广播新闻编辑部
- 特别报道部
- 广播节目协调部
- 环球资讯广播部

## 主管频道（频率）
- 中国中央电视台新闻频道
- 中央人民广播电台中国之声
- 中国国际广播电台环球资讯广播

## 历任领导
中央广播电视总台新闻中心召集人
- 李挺（2019年5月—2023年12月）
- 申勇（2023年12月—2024年1月）

中央广播电视总台新闻中心主任
- 申勇（2024年1月至今）